# Antoine Laurent Dantan
Antoine Laurent Dantan (sinh 8 tháng 12 năm 1798 tại Saint-Cloud – mất 25 tháng 5 năm 1878 cùng tại Saint-Cloud) là một nhà điêu khắc người Pháp. Antoine Laurent Dantan cũng được gọi là Dantan già để phân biệt với em trai của ông, Jean-Pierre Dantan (1800–1869), cũng là một nhà điêu khắc. Antoine Laurent Dantan từng đạt giải Khôi nguyên La Mã vào năm 1828.